# Baiao Bongo
Baiao Bongo – trzeci studyjny album Shazzy wydany w styczniu 1995 roku.
Płyta zyskała popularność dzięki tytułowej piosence, która stała się pierwszym dużym przebojem w dorobku Shazzy. Album uzyskał status złotej płyty.

## Lista utworów
1. „Baiao Bongo” – 3:30
2. „18 lat” – 2:50
3. „Zabaw się ze mną” – 3:20
4. „Zakochaj się jeszcze raz” – 3:40
5. „Sobie na złość” – 2:50
6. „Baiao Bongo” (instr.) – 3:30
7. „Taki ładny chłopak” – 3:45
8. „Czas na sen” – 3:40
9. „Szach i mat” – 3:50
10. „Sobie na złość” (Euro Mix) – 2:55